# Diliolophus vexator
Diliolophus vexator är en skalbaggsart som beskrevs av Bates 1885. Diliolophus vexator ingår i släktet Diliolophus och familjen långhorningar.
Artens utbredningsområde är Guatemala. Inga underarter finns listade i Catalogue of Life.